# Смертні машини (роман)

Обкладинка англомовного видання.

«Смертні машини» (англ. Mortal Engines) — науково-фантастичний роман британського письменника Філіпа Ріва.

## Сюжет
Дія роману відбувається через багато століть після фантастичної «Шестидесятихвилинної війни», після якої настала «Ера Руху». По всій Землі міста вирвали себе із землі й стали на колеса. Світ живе за законами «муніципального дарвінізму»: міста кружляють Мисливськими землями й «пожирають» один одного. Зруйнована після ядерної війни цивілізація відновилася фрагментами й нерівномірно. Землю борознять рухомі міста, що мають величезні щелепи. Ідеологія муніципального дарвінізму наказує населеним пунктам «з'їдати» один одного. Корпус з'їденого розрізається і йде на переплавку, майно привласнюється, мешканці приєднуються до нижчих каст населення-переможця або стають рабами, повільно вмираючими від непосильної праці. Але й після смерті нещасні не завжди знаходять спокій. Іноді їх перетворюють на сталкерів — позбавлених почуттів і пам'яті людиномашини. У світі рухомих міст немає ні одержимих ідеєю порятунку людства супергероїв, ні мегазлодіїв. Як і в реальності, тут переважають звичайні жителі. Вони ходять на роботу, зраджують дружин, піклуються про діточок, захлинаючись читають бульварні романи. І при цьому щиро вважають, що «їсти» інших добре, а «бути з'їденим» погано, а багатий і сильний завжди правий, поки не став бідним і слабким. Брак ресурсів змушує містян-кочівників слідувати цією нехитрою мораллю, а забуття християнських догматів позбавляє її звичного святенницького покриву.
На територіях, вільних від муніципального дарвінізму, подібного свавілля не спостерігається, але тільки до певного часу. Зрештою, симпатичне осіле населення влаштовує таке, про що самі ненажерливі мегаполіси на зразок Лондона та Архангельська могли тільки мріяти.
Коли «здобичі» стає зовсім мало, рухомий мегаполіс Лондон вдається до жахливої зброї Пращурів. З його допомогою він має намір знищити міста Ліги противників руху, а потім дістатися до Марса, Сонця і зірок. Головні герої роману, Том і Естер, опинившись на Відкритій території, потрапляють то на піратську платформу, то в Повітряну Гавань, то на Щит-Стіну, але обидва — кожен зі своєї причини — прагнуть повернутися на борт Лондона.

### Частина перша
Дії у книзі відбуваються в майбутньому, після Шістдесятихвилинної війни. Міста стали мобільними, і діють принципи Муніципального Дарвінізму, коли великі міста полюють і захоплюють маленькі міста.
Дія починається в місті Лондоні, який вернувся в мисливські угіддя і переслідує невелике містечко Солтхук. Після захоплення, Том Нетсворті відправляється до Черева, де переробляються ресурси міста. Він там зустрічається з Валентайном та його дочкою Кетрін. Естер Шоу намагається вбити Валентайна, проте замах зазнає поразки. Том кидається за нею, щоб схопити, проте Естер втікає. Коли Том повідомляє Валентайну її ім'я, той скидає його в трубу для відходів, щоб замести сліди. Вони зустрічаються внизу і разом шукають шлях, щоб повернутися до Лондона.
Валентин летить на «секретну місію». Кетрін починає підозрювати, щось і розслідувати події в Лондоні за допомогою інженера-учня Бевіса Пода, з яким вона подружилася. Він розповів їй про те, що її батько виштовхнув Тома і про Естер Шоу. Вони виявляють, що Валентин знайшов жахливу стародавню зброю під назвою МЕДУЗА для Лондона, і що Гільдія інженерів зібрала її в соборі Святого Павла. Купол собору розпадається, щоб відкрити МЕДУЗА, яка потім використовується для знищення набагато більшого міста, що переслідує Лондон.
Том разом з Естер потрапляють до міста Спідвел, де мер разом з дружиною і численними дітьми й племінниками приспав і намагався продати їх в рабство. Їх рятує Анна Фан, яка відвозить їх на своєму дирижаблі Дженні Ханівер до нейтрального літаючого міста Ерхейвен. Там їх наздоганяє кіборг під назвою Шрайк, якого послав лондонський мер Магнусом Кром для того, щоб убити.
Том і Естер втікають на повітряній кулі, і Естер зізнається, що знає Шрайка. Він знайшов і виховував дівчину після того, як її батьків убив Валентайн. Естер пообіцяла Шрайку, що також стане сталкером, проте втекла, щоб помститися за своїх батьків. Шрайк пішов за нею, потрапивши до Лондона, але був захоплений Кромом і використовував для створення більше сталкерів для Лондона.
Після того як пара бачить що їх переслідує корабель, вони садять повітряну кулю і попадають в піратське містечко Тамбрідж-Уілз. Спочатку мер міста Крайслер Піві бере їх у заручники, проте коли довідується, що Том мешканець міста Лондон відпускає його. Том переконує відпустити Естер теж. Після цього Піві ділиться планами з захоплення Повітряної Гавані. Під час спроби захопити Повітряну Гавань, Піві застрягає в болоті, зазнає поразки і його підлеглі вбивають його, потім намагаються стратити Тома й Естер, але Шрайк втручається і вбиває інших піратів. Шрайк розказує Естер, що Кром погодився воскресити її як сталкера, подібного йому після того, як він поверне її тіло. Вона погоджується однак, Том втручається, проколюючи Шрайка в груди, закриваючи його і рятуючи її життя.

### Частина друга
Тома й Естер рятує Анна Фан, яка, як виявилося, є агентом Ліги проти руху, і відводить їх до стіни-щита Батмумф Гомпа, яка захищає державу Ліги. Анна підозрює, що зброя, яку Лондон знову зібрав, буде використана для знищення стіни-щита, і попереджає губернатора ліги. Хан скептично ставиться до інформації, але Фан наполягає на тому, що вони повинні бомбити Лондон, щоб знищити зброю. Том бачить Валентина, який проникає в Батмунх Гомпу, як ченець і підіймає тривогу. Але Валентин успішно нищить весь флот дирижаблів Ліги. Анна доганяє Валентина і в поєдинку він вбиває Анну, проколюючи її в шию, та втікає у власному дирижаблі «На 13-му поверсі ліфта». Том і Естер беруть Дженні Ханівер і відправляються до Лондона в надії зупинити Валентина і МЕДУЗУ.
Коли МЕДУЗА нарешті запущена, Кром починає керувати Лондоном на схід до бази супротиву Ліги за стіною щита Батумф-Гомпа для того, щоб знищити їх захист і поглинути всі їхні поселення. Після того, як Валентин повертається, він намагається відмовити Крома використовувати МЕДУЗУ, проте у нього нічого не виходить. Кетрін дізнається, що МЕДУЗУ спочатку знайшла матір Естер — Пандора, і що її батько вбив її, щоб вкрасти зброю для Лондона. Він також визнає, що Кетрін, швидше за все, була сестрою Естер. Збентежені руйнівною силою зброї, Кетрін і Бевіс вирішують знешкодити МЕДУЗУ.
Герберт Мелліфант зраджує Кетрін і повідомляє Крому, що задумали Кетрін і Бевіс. Їх наказано схопити, але гільдія істориків, яку очолює Чадлі Помрой, приходить на допомогу і веде бій з інженерами. Прилітають Том та Естер і відбувається бій з дирижаблем Валентина. Кетрін біжить на Верхній рівень до собору Святого Павла разом з Бевісом, але його придавлює обломками дирижабля після битви й він помирає. Кетрін забігає до собору і бачить, що Валентин намагається вбити Естер. Вона стає на батьківському шляху і він її смертельно ранить. Вона падає на клавіатуру, чим перериває послідовність запуску МЕДУЗИ. Валентин з Естер намагаються віднести Кетрін на дирижабль до Тома, але вона помирає. Естер тікає з Томом у дирижаблі, а Валентин вирішує залишитися в Лондоні. МЕДУЗА нарешті опускається, знищуючи більшу частину міста і вбиваючи Валентина. Естер з Томом відлітають на Дженні Ханівер. Вони, мабуть, єдині, хто пережив інцидент.

## Основні персонажі
| Том Нетсворті (Tom Natsworthy)                    | Головний герой книги, учень гільдії істориків та помічник у музеї                                                             |
| Естер Шоу (Hester Shaw)                           | Головна героїня книги, дівчина скарбошукач, переслідує Таддеуса Валентайна за вбивство батьків                                |
| Лондон                                            | |
| Таддеус Валентайн(Thaddeus Valentine)             | Глава Гільдії істориків, колишній скарбошукач                                                                                 |
| Кетрін Валентайн (Katherine Valentine)            | дочка Тадеуса |
| Бівіс Под (Bevis Pod)                             | Учень-інженер, який допомагає Кетрін Валентайн знешкодити МЕДУЗУ                                                              |
| Магнус Кроум (Magnus Crome)                       | Мер Лондона, голова гільдії інженерів                                                                                         |
| Доктор Вамбейрс (Dr. Vambrace)                    | Член гільдії Інженерів, голова лондонскої охорони.                                                                            |
| Еванда Твікс (Evadne Twix)                        | Одна з кращих інженерів Лондона. Очолює відділ К., який займається створенням Сталкерів.                                      |
| Девід/Ребека Нетсворті (David/Rebecca Natsworthy) | Батьки Тома Нетсворті, які були роздавлені коли був Великий Крен                                                              |
| Чадлі Помрой (Chudleigh Pomeroy)                  | Заступник глави Гільдії Істориків Лондона                                                                                     |
| Доктор Аркенгарт (Dr. Arkengath)                  | Був головою Гильдії Істориків до Таддеуса Валентайна                                                                          |
| Герберт Мелліфант (Herbert Melliphant)            | Учень 1 рангу гільдії Істориків                                                                                               |
| Клайті Поттс (Clytie Potts)                       | Член Гільдії Істориків в Лондоні.                                                                                             |
| Ніколас Квірк (Nicholas Quirke)                   | Лондонці шанують його як Бога і поклоняються. Багато людей вважають, що Куірк розробив концепцію тягових міст.                |
| Пьюсі (Pewsey)                                    | Помічник Таддеус Валентина, один з пілотів його корабля «Ліфт на 13 поверх».                                                  |
| Генч (Gench)                                      | Один з пілотів його корабля «Ліфт на 13 поверх».                                                                              |
| Собака (Dog)                                      | Ручний вовк Кетрін Валентин. Всюди супроводжує господиню.                                                                     |
| Ліга супротиву Руху                               | |
| Анна Фан (Anna Fang) «Фенг Хуа»                   | Пілот дирижабля «Дженні Ганівер», який сама побудувала і лідер Ліги руху супротиву                                            |
| Капітан Кхора (Khora)                             | Молодий пілот, прихильник Ліги противників руху.                                                                              |
| Нільс Ліндстром (Nils Lindstrom)                  | Пілот «Садової пастки для аеропланів».                                                                                        |
| Ясміна Рашід (Yasmina Rashid)                     | Арабський Капер на Зайнабе. Подруга Анни Фанг і Кхора.                                                                        |
| Сатія Курана (Sathya Kuranath)                    | Молода пілотесса з Керали, подруга Ганни Фанг.                                                                                |
| Інші                                              | |
| Кіт Солент (Шрайк) (Kit Solent (Shrike))          | Сталкер, який вижив після шістдесятихвилинної війни і виховав Естер Шоу                                                       |
| Пандора Шоу (Pandora Shaw)                        | Мати Естер, шукач скарбів, знайшла комп'ютерний мозок МЕДУЗИ;                                                                 |
| Девід Шоу (David Shaw)                            | Батько Естер |
| Ормі Рейнольд (Orme Wreyland)                     | Мер міста Спідвел. Разом з дружиною і численними дітьми і племінниками приспав Тома і Естер і намагався продати їх в рабство. |
| Крайслер Піві (Chrysler Peavey)                   | Мер піратського міста Тамбрідж-Уілза. Хотів захопити повітряну гавань і стати справжнім аристократом.                         |
| Дженні Магз (Janny Mags)                          | Помічниця Крайслера Піві. |
| Містер Еймс (Mr. Ames)                            | Навігатор піратського міста Тамбрідж-Уілза.                                                                                   |
| Ерміне Хан                                        | губернатор Шань-Го |

## Кіноадаптація
У 2009 році відомий американський режисер Пітер Джексон оголосив про намір адаптувати роман для широких екранів. У жовтні 2016 року Джексон повідомив, що фільм стане його наступним проєктом як продюсера у співавторстві разом з Френом Волшем та Філіппою Бойенс. Режисером зголосився виступити давній колега Джексона режисер Крістіан Ріверс. Показ фільму відбувся 27 листопада 2018 року у Великій Британії та 14 грудня у США та Європі.